# Многоязычие

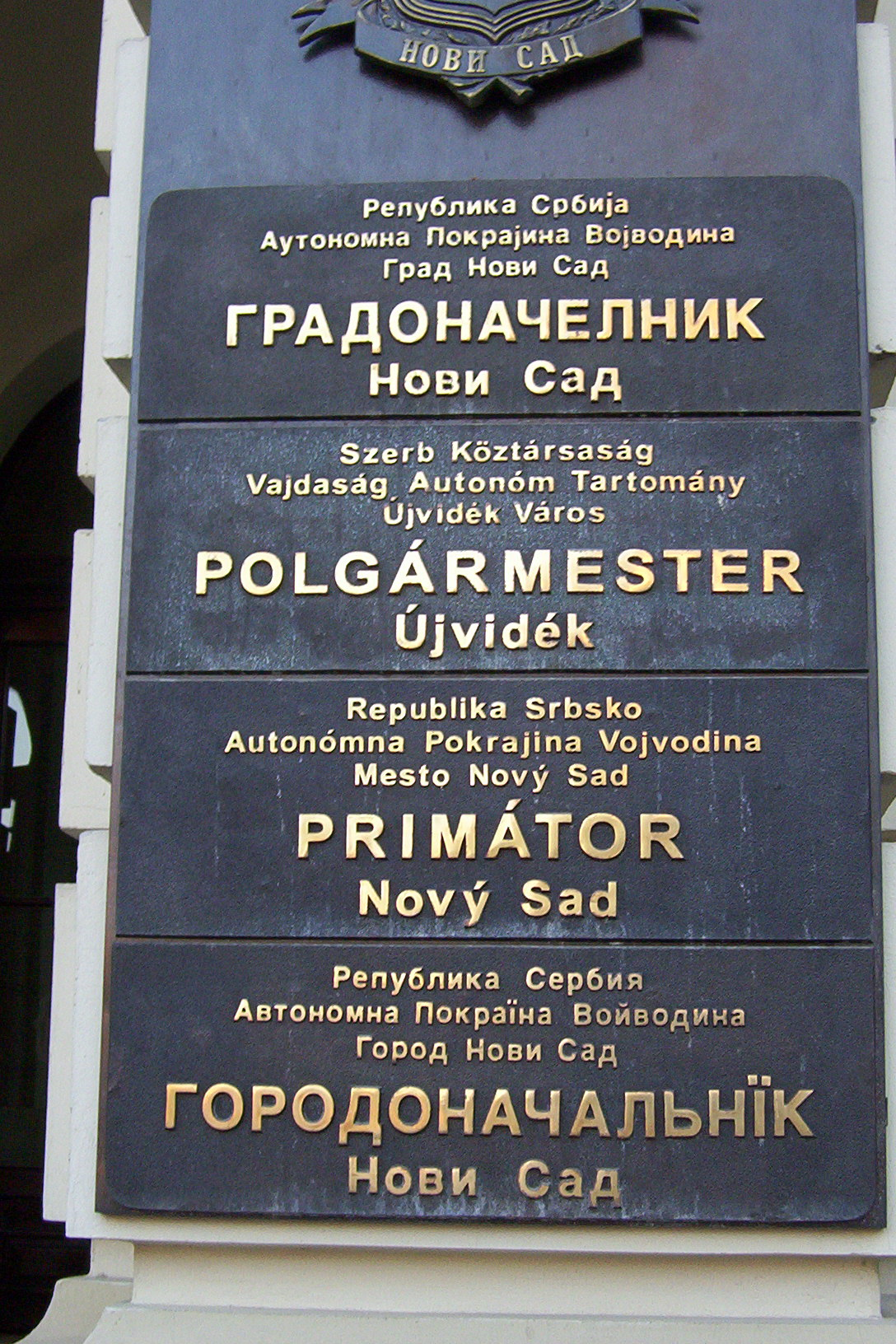
Многоязычная табличка на мэрии города Нови-Сад на 4 официальных языках города: сербском (также государственный язык страны), венгерском (крупнейшее этническое меньшинство), словацком и паннонско-русинском.

Логотип швейцарской федеральной администрации на четырёх национальных языках страны (немецком, французском, итальянском и романшском).

Многоязы́чие — использование двух или более языков либо отдельным говорящим, либо обществом говорящих. В населении мира многоязычные преобладают над одноязычными. Такие явления, как глобализация и социальная открытость, способствуют распространению многоязычия. Благодаря тому, что Интернет во многом облегчил доступ к информации, в том числе на иностранных языках, люди всё чаще сталкиваются с иностранными языками даже без прямого контакта с их носителями.
Люди, активно владеющие несколькими языками одновременно, называются полиглотами.

## Определение
В лингвистической литературе используются термины многоязычие, мультилингвизм, полиглоссия. Граница между их употреблением определена нечётко и в большой степени зависит от традиций той или иной субдисциплины.
Определение многоязычия — предмет обсуждений, как и определение свободного владения языком. «Многоязычие» можно определить, с одной стороны, как полное владение иным или иными языками наряду со своим родным. При этом предполагается, что говорящий «полностью» владеет языком в такой мере, что может пользоваться им как родным или «почти как родным». На противоположной стороне находятся люди, владеющие «туристическим минимумом» высказываний на языке, чтобы объясняться на нём лишь в том минимальном количестве положений, в которых они могут оказаться. С 1992 г. Вивиан Дж. Кук выдвинул тезис, что большинство полиглотов находятся где-то посредине между двумя этими сторонами, и называет таких людей «мультикомпетентными».
Помимо этого, существует проблема отсутствия определения того, что является отдельным языком. В частности, существуют дебаты по поводу того, является ли шотландский язык (германский) отдельным языком или диалектом английского.
Более того, то, что считается языком, может изменяться, в том числе и по политическим причинам. В бывшей Югославии «сербохорватский язык» был создан как стандартный язык на основе диалекта Восточной Герцеговины (восточногерцеговинский диалект) в качестве зонтичного языка для многочисленных местных южнославянских диалектов, однако практически сразу же распался на сербскую и хорватскую литературные нормы (последняя была гораздо больше похожа на сербский, чем на исторически местные чакавские и кайкавские диалекты), а после распада Югославии, в свою очередь, дополнительно образовались черногорский и боснийский языки. Таким же образом, украинский язык длительное время рассматривался царскими властями как диалект русского языка, однако отсутствие последовательной языковой политики и запретительные меры привели к углублению различий между украинским и русским языками и окончательному закреплению статуса украинского как самостоятельного.
Жители многих независимых стран с небольшой территорией или населением вынуждены осваивать иностранные языки на достаточно высоком уровне из-за необходимости международных контактов (учёба, бизнес и т. д.). В частности, в Финляндии все дети обязаны изучать как минимум два официальных языка (финский и шведский) плюс один зарубежный (обычно английский). Многие финские школьники также выбирают дополнительные иностранные языки, такие, как немецкий или русский. В ряде крупных государств с многоязычным населением — в таких, как В Индии школьники вынуждены учить несколько языков в зависимости от того, где именно в стране они живут (обычно официальные английский и хинди, а также язык штата), и в дополнение могут говорить на родном языке, который не является ни одним из этих трёх. К примеру, ребёнок родителей-гуджарати, живущий в Бангалоре, будет говорить на языке гуджарати (родном), каннада (язык штата), английском и хинди в школе и в дальнейшем на работе.

## Многоязычные люди (мультилингвы)
Мультилингв — человек, способный общаться более чем на одном языке, либо активно (через речь, письмо, или жесты), либо пассивно (слушая, читая, иным образом воспринимая информацию). Чаще всего распространены билингвы и трилингвы — люди, в той или иной степени владеющие 2 или 3 языками соответственно. Человек, хорошо владеющий одновременно более чем 3 языками, обычно называется полиглот.
В детстве мультилингвы приобретают как минимум один язык — такой язык называется первый язык (L1), или родной язык. До определённого периода он приобретается без формального образования, и механизмы его усвоения являются предметом серьёзных дискуссий. Дети, осваивающие таким образом два языка, обычно называются «параллельные билингвы» (англ. simultaneous bilinguals), однако даже в этом случае один из языков, как правило, занимает доминирующее положение.
Понятие «первого языка» в лингвистике обычно тесно связано с концепцией «носителя языка с рождения» (англ. native speaker). Как принято считать по умолчанию, такой носитель имеет ряд характеристик, которых весьма трудно достичь человеку, изучающему тот же язык как второй или ещё более поздний. По этой причине эмпирические дескриптивно-лингвистические исследования языков в подавляющем большинстве проводятся среди носителей с рождения (хотя существуют и объективные исключения, когда обеспечить такую среду в чистом виде невозможно — например, в крупных городах США с большим количеством мигрантов, или в Израиле, где ещё в конце XX века для более чем половины населения иврит не являлся первым языком).
Спорность такого взгляда состоит в том, что многие люди говорят на неродных языках на достаточно высоком уровне — вплоть до того, что сами вносят вклад в культуру и идентичность носителей данных языков (как писатели, учёные, политики, артисты и др.). В частности, в современном мире высок подобный вклад для английского языка, в средние века — для латинского языка.

### Когнитивные способности
Люди, активно владеющие двумя (билингвы) или более языками, как считается, имеют более развитые исполнительные функции и лучше проявляют себя в ряде аспектов изучения языка по сравнению с монолингвами. Мозг человека, владеющего несколькими языками, обычно более «ловкий», обладает более быстрой и точной реакцией и способен лучше действовать при столкновении неоднозначностью, разрешать конфликты, сопротивляться болезни Альцгеймера и другим формам деменции.
Существует качественная разница между теми, кто изучает язык в школе, и теми, кто изучает его методом полного языкового погружения, обычно при проживании в стране, где большинство говорит на втором языке.
Не имея возможности активно переводить из-за полного отсутствия общения на первом языке возможность сравнения между языками снижается. Новый язык учится почти полностью независимо, без отсылок к опыту первого языка — так же, как изучается от матери первый язык, когда концепции переводятся на язык непосредственно, без намеренного изучения грамматических структур. Постоянные упражнения в использовании нового языка лишь усиливают приобретённое знание.

### Экономические преимущества
Билингвы, по ряду причин, могут иметь существенные преимущества на рынке труда по сравнению с монолингвами, поскольку при прочих равных условиях могут охватить более широкий сегмент клиентов, а также выполнять ряд обязанностей, недоступных монолингвам (например, в случае технической или административной поддержки). Исследование, проведенное в Швейцарии, показало, что многоязычность положительно коррелирует с уровнем заработной платы, производительностью компании и валовым национальным продуктом; по мнению авторов исследования, ВНП Швейцарии обязан многоязычию как минимум на 10 %. Исследование в США, которое провёл О. Агирдаг, показало, что многоязычие обеспечивает значительное экономическое преимущество, поскольку билингвы в среднем зарабатывают на $3000 больше в год, чем монолингвы.

### Пассивное двуязычие
Пассивные билингвы (англ. receptive bilinguals) — люди, способные понимать второй язык, но неспособные говорить на нём, или имеющие другие (психологические) затруднения в выражении своих мыслей на втором языке. Пассивный билингвизм часто встречается среди взрослых иммигрантов — например, в США, где они не говорят на английском как на родном, но имеют детей, активно использующих английский в общении с окружением; хотя иммигранты могут понимать своих детей, говорящих по-английски, они всё же предпочитают общаться с ними на родном языке. В свою очередь, их дети тоже могут быть пассивными билингвами, но уже в другом смысле — они пассивно понимают язык своих родителей, но предпочитают (могут) общаться на английском.

### Групповая идентичность
В связи со сложностью или невозможностью качественного овладения многими высокоуровневыми аспектами языка (в частности, его идиомами и эпонимами) без предварительного хорошего знания культуры и истории региона, в которых данный язык сформировался, знание других культур является практической предпосылкой и необходимым предварительным условием для высокоуровневого мультилингвизма. Такое знание культур, индивидуальное и сравнительное, или даже то, что человек знает тот язык, нередко образует важную составную часть как того, что люди считают своей идентичностью, так и того, как эту идентичность воспринимают остальные.
Согласно ряду исследований, группы многоязычных лиц получают более высокие баллы по тестам на ряд личностных особенностей — таких, как культурная эмпатия, открытость к новым идеям и социальная инициатива.
Гипотеза Сепира-Уорфа (лингвистический релятивизм), согласно которой язык, на котором люди говорят, оказывает влияние на их восприятие мира, может интерпретироваться в том смысле, что люди, говорящие на нескольких языках, имеют более широкое, более разнообразное понимание мира, даже если они в конкретный длительный период времени говорят лишь на одном языке. С другой стороны, данная гипотеза может интерпретироваться и в том смысле, что такие люди имеют более размытую групповую идентичность, отличную от идентичности монолингвов.

### Личностный уровень
Как писал Франсуа Грожан, «то, что считают изменением личности, скорее всего представляет собой всего лишь смещение установок и привычных действий, соответствующих изменению ситуации или контекста, независимо от языка».
С другой стороны, гипотеза Сепира-Уорфа, согласно которой язык оказывает влияние на мировосприятие, предполагает, что язык, изученный взрослым, будет вызывать меньше эмоциональных ассоциаций, чем язык, изученный в детском возрасте.

## Изучение языка
Одно из представлений — представление лингвиста Ноама Хомского в том, что он называет человеческим инструментом усвоения языка (Языковая способность) — механизм, позволяющий человеку правильно воспроизвести правила и ряд других характеристик языка, используемых носителями, окружающими изучающего язык. Этот инструмент усвоения языка согласно Чомски, ухудшается со временем, и обычно не доступен людям старших возрастов, этим и объясняются бедные результаты, которые показывают некоторые подростки и взрослые, изучая аспекты второго языка (L2).
Если изучение языка — это процесс познания, а не инструмент усвоения языка, как предполагают сторонники Стивена Крашена, может существовать лишь относительная, а не абсолютная разница между двумя типами изучения языка.
Род Эллис (en:Rod Ellis) ссылается на исследование, согласно которому, чем ранее ребёнок изучает второй язык, тем лучше он владеет обоими с точки зрения произношения (см. гипотеза критического периода). Европейские школы предлагают своим ученикам изучение второго языка уже на ранних этапах обучения, из-за относительно близкого расположения друг к другу стран с различными языками. Большое количество европейских студентов изучают как минимум два иностранных языка, что в свою очередь очень поощряется Европейским Союзом.
Как показывает исследование Энн Фэсмен, есть разница между скоростью изучения английской морфологии, синтаксиса и фонологии в зависимости от разницы в возрасте, однако порядок усвоения второго языка не меняется с возрастом.
Изучающие второй язык обычно сталкиваются со сложностью мышления на изучаемом языке, поскольку они находятся под воздействием шаблонов родного языка и культурных стереотипов. По мнению Роберта Б. Каплана, на занятиях по второму языку работы иностранных студентов не воспринимаются адекватно, поскольку эти студенты используют риторические и стилистические приёмы, нарушающие ожидания природных носителей указанного языка. Иностранные студенты, овладевшие синтаксическими шаблонами, несмотря на это, проявляли неспособность представлять развёрнутые рассуждения на определённые темы, а также представлять написанные качественным языком курсовые работы, проекты и диссертации.
Роберт Б. Каплан описал два ключевых фактора в ходе изучения второго языка:
- логика — скорее в разговорном, чем в научном значении слова; важный компонент культуры, на котором основана риторика; логика не является универсальной.
- риторика также не является универсальной, но отличается от культуры к культуре, а также в разные временные периоды в одной и той же культуре.[21]

## Нейронаука
Нейронаука изучает различные аспекты многоязычия, в том числе представление различных подсистем языка в мозге, влияние многоязычия на структурную пластичность мозга (нейропластичность), афазию мультилингвов, и бимодальный билингвизм — ситуация, когда человек владеет одним «обычным» языком и одним языком жестов).
Нейрофизиологические исследования многоязычия проводятся при помощи функциональной нейровизуализации, электрофизиологических методов наблюдения, а также посредством наблюдения за людьми с повреждением мозга.

### Централизация языковых областей в мозге
Усвоение языка многоязычными людьми зависит от двух факторов: возраст, в котором произошло усвоение языка, и степень владения. Специализация сконцентрирована в перисильвиевой коре (Боковая борозда, около Сильвиевой борозды) в левом полушарии. Различные области как правого, так и левого полушарий активируются во время языковой деятельности. Полилингвы демонстрируют подобные шаблоны активности в мозге, когда используют один, два или более языков, которыми они бегло владеют. Возраст усвоения второго или последующих языков и степень владения определяют, какие именно области мозга и нейронные связи активируются при использовании языка (мысленном или активном). В противоположность тем, кто усвоил новые языки в более позднем возрасте, те, кто усвоил их в детстве-юности и примерно одновременно, показывают одинаковую активность в некоторых частях зоны Брока и в левой нижней фронтальной доле. Если же второй или более поздний язык был усвоен позднее, особенно после прохождения критического периода (см. Гипотеза критического периода), язык локализуется в иной части зоны Брока, чем родной язык и другие языки, усвоенные в молодости.

### Пластичность мозга при многоязычии
У многоязычных людей отмечена более высокая плотность серого вещества в нижней теменной коре. Установлено, что многоязычие влияет на структуру, и главное, на клеточную архитектуру мозга. Изучение нескольких языков реструктурирует мозг и, по мнению ряда исследователей, увеличивает его адаптивность. Большая часть различий в структурах мозга мультилингвов может иметь генетическое происхождение. Консенсус среди исследователей ещё далёк от достижения; возможно, речь идёт о смеси факторов, как связанных с накапливаемым опытом (усвоение языков в течение жизни), так и заданных генетически (предрасположенность к пластичности мозга).

### Афазия при многоязычии
Сведения о том, где хранятся языковые данные в мозге, собраны благодаря изучению многоязычных людей, страдающих той или иной формой афазии. Симптомы и серьёзность афазии мультилингвов зависят от того, каким количеством языков они владели, в каком порядке эти языки «накапливались» в мозге, как часто использовался тот или иной язык, и насколько хорошо люди владели каждым из них .
Существуют два основных подхода к изучению и толкованию афазии мультилингвов: локализационный и динамический. Локализационный подход рассматривает различные языки как хранящиеся в различных участках мозга, что объясняет, почему многоязычные люди, страдающие афазией, могут забыть один язык, но при этом сохранить знания об остальных. Подход, известный как динамическая теория, предполагает, что языковая система контролируется динамическим равновесием между существующими языковыми способностями и постоянным изменением и адаптацией к коммуникативным требованиям среды. Динамический подход предполагает, что аспекты представления и контроля языковой системы подвергаются нарушениям в результате нарушения деятельности языковых участков мозга.
Динамический подход дает удовлетворительное объяснение тому, почему уходит разное время на восстановления каждого из языков после афазии, возникшей из-за повреждения головного мозга. Восстановление языков происходит по-разному у пациентов с афазией. Некоторые из них могут восстановить все потерянные или ослабленные языки одновременно. У некоторых один язык восстанавливается раньше других. У некоторых в процессе восстановления происходит непроизвольное смешение языков; они смешивают слова из разных языков, которыми владеют

### Исследования методом позитронно-эмиссионной томографии среди бимодалов
Проводились нейронаучные исследования бимодалов — людей, владеющих как устным языком, так и языком жестов. Как показывает позитронно-эмиссионная томография, в мозге существует отдельная область оперативной памяти, связанная с генерацией и использованием языка жестов. Те же исследования показали, что бимодалы используют различные области правого полушария, в зависимости от того, используют ли они устную речь или язык жестов.
Изучение бимодальных билингвов также обеспечили некоторое понимание феномена «на кончике языка» и шаблонов нейроактивности при распознании мимики (выражений лица).

### Роль системы исполнительного контроля в недопущении смешанного использования языков
В мозге существуют сложные механизмы недопущения смешанного использования языков, если человек знает более чем 1 язык. Система исполнительного контроля может участвовать в том, чтобы не допустить вмешательства одного языка в другой, используемый многоязычной личностью (мультилингвом). Система исполнительного контроля отвечает за процессы, обозначаемые как исполнительные функции, к которым относятся, в частности, система надзорного внимания, или когнитивный контроль.
Хотя большинство исследований системы исполнительного контроля относятся к невербальным задачам, есть некоторые доказательства того, что система может участвовать в разрешении и упорядочении конфликта, создаваемого конкурирующими языками, хранящимися в мозге многоязычной личности. Во время речевого акта существует постоянная необходимость направлять внимание на соответствующее слово, связанное с понятием, совпадающее с используемым языком. Слово должно быть помещено в соответствующий фонологический и морфологический контекст.
Многоязычные личности постоянно используют общую систему исполнительного контроля для разрешения помех / конфликтов между известными языками, повышая функциональную производительность системы даже при невербальных задачах. В исследованиях многоязычные субъекты всех возрастов демонстрировали в целом улучшенные возможности исполнительного контроля. Это может указывать на то, что многоязычный опыт приводит к передаче навыка от вербального к невербальному. Насколько видно из исследований, в рамках общей системы исполнительного контроля отсутствует какая-либо конкретная область языковой модуляции. Исследования показывают, что скорость, с которой многоязычные субъекты выполняют задачи, как с посредничеством, так и без посредничества, необходимого для разрешения конфликта с использованием языка, выше у двуязычных, чем у одноязычных субъектов.

### Преимущества многоязычия и двуязычия для здоровья
Несмотря на растущий уровень многоязычия в различных странах мира, существуют противоречивые мнения по поводу положительного или отрицательного влияния билингвизма на образование детей. Проводились исследования, в частности, следующих связанных с этим вопросов:
- является ли двуязычие причиной стресса для детей?
- делает ли оно детей умнее?

Сторонники многоязычия утверждают, что умение говорить на более чем одном языке развивает мозг и делает его более здоровым. С другой стороны, оппоненты многоязычия настаивают, что ещё один язык не делает детей умнее, и что напротив, он может затруднить процесс их обучения.
Исследовательница Эллен Бялысток исследовала влияние многоязычия на развитие болезни Альцгеймера, и обнаружила, что у многоязычных болезнь возникала в среднем на 4 года позже. Исследования показали, что у тех кто владел двумя языками проявлялись симптомы болезни Альцгеймера позже, чем у тех кто разговаривал только на одном языке.
Многоязычие помогает наращивать в мозгу когнитивные резервы, которые реструктурируют мозг и улучшают его работу.

## Психология
Исследование 2012 г. показало, что использование иностранного языка снижает предвзятость при принятии решений. Было высказано предположение, что эффект фрейминга исчезает, когда выбор предлагается на иностранном (неродном) языке. Поскольку ход рассуждений человека определяется двумя различными моделями мышления (сознательная — систематическая, аналитическая, с интенсивными когнитивными процессами, и бессознательная — быстрая и нагруженная эмоциями), предполагалось, что второй язык позволяет дистанцироваться от автоматических бессознательных процессов, дать дорогу аналитическому мышлению и снизить уровень необдуманной эмоциональной реакции. Таким образом, говорящие на двух языках имеют более высокий уровень критического мышления и навыков принятия решения.
Ещё одно исследование (2014) показало, что люди, использующие иностранный язык, с большей вероятностью принимают практически полезные решения, сталкиваясь с моральной дилеммой, как в проблеме вагонетки. Утилитарный вариант чаще всего выбирался в случае «толстяка», когда выбор представлялся на иностранном языке. Однако не было никакой разницы в случае дорожки с переключателем. Предполагалось, что иностранному языку не хватает эмоционального воздействия, которое имелось в случае родного языка.

## Многоязычие внутри общин

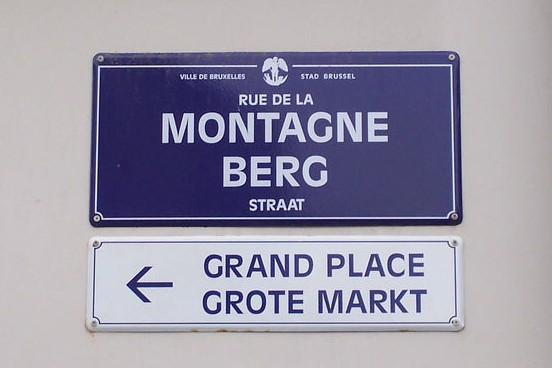
Двуязычная уличная табличка в Брюсселе, столице Бельгии, где используются оба официальных языка страны — фламандский и французский.

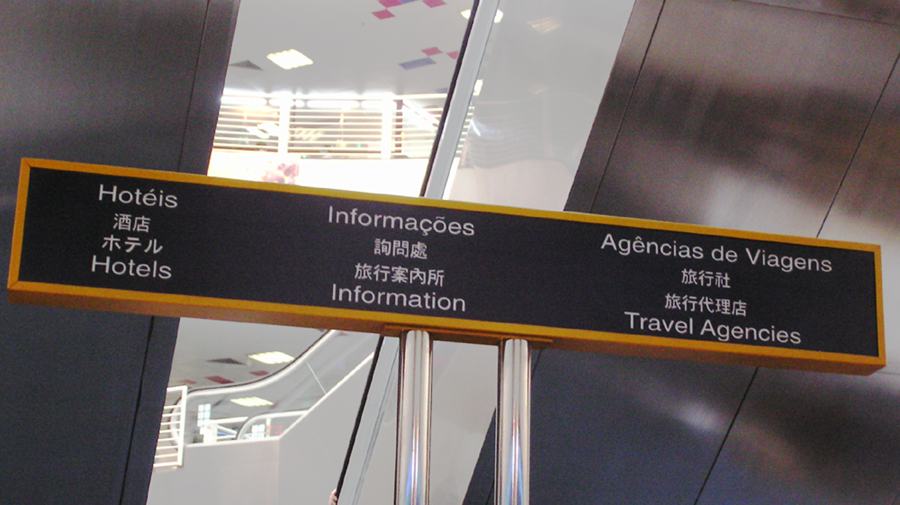
Многоязычный знак на пароме Гонконг-Макао в САР Макао, Китай. Сверху надписи на португальском и китайском(официальные языки региона). Снизу на японском и английском (языки используемые туристами)

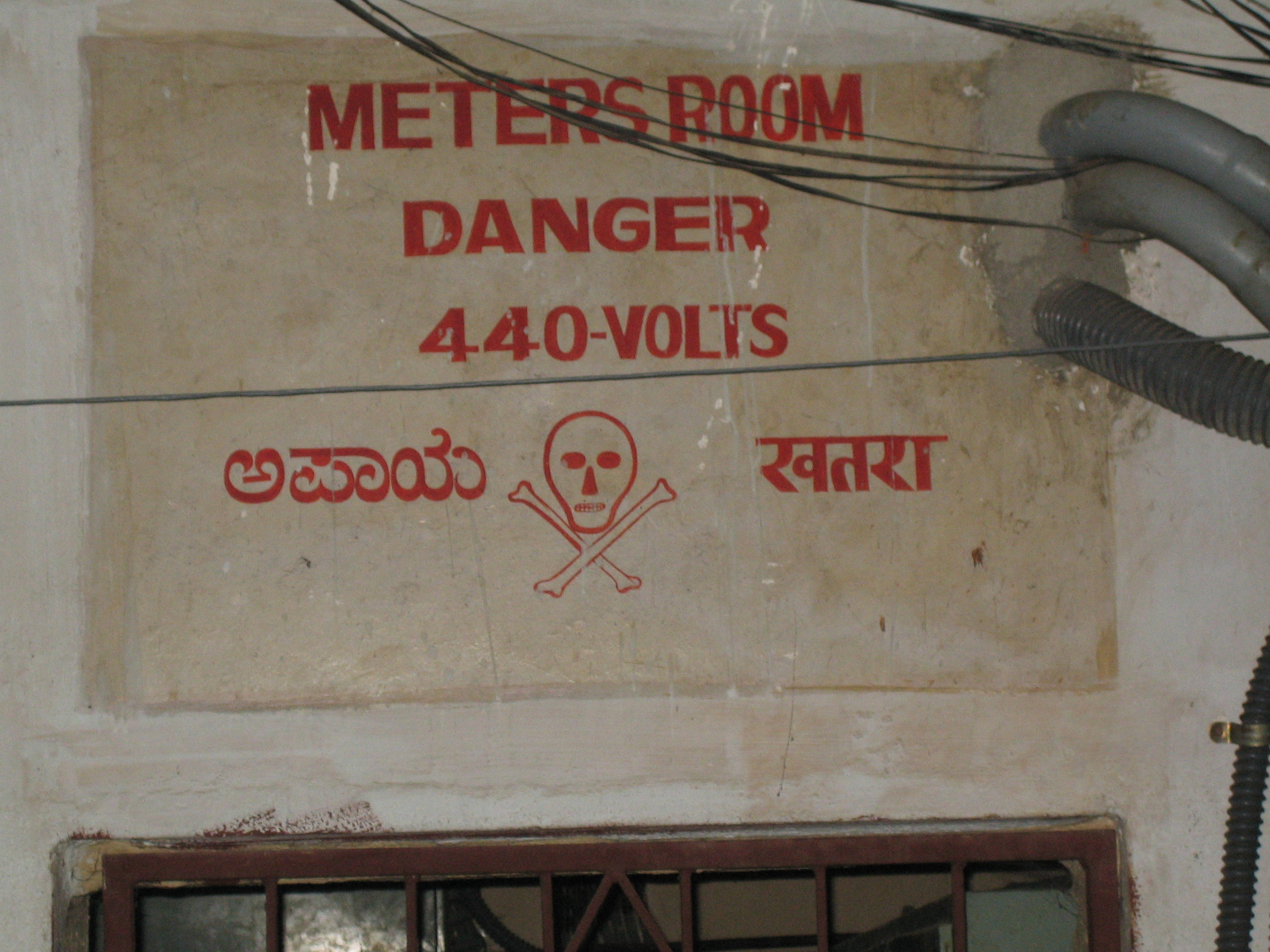
Предупреждающий знак на английском, каннада и хинди в г. Бангалор, Индия

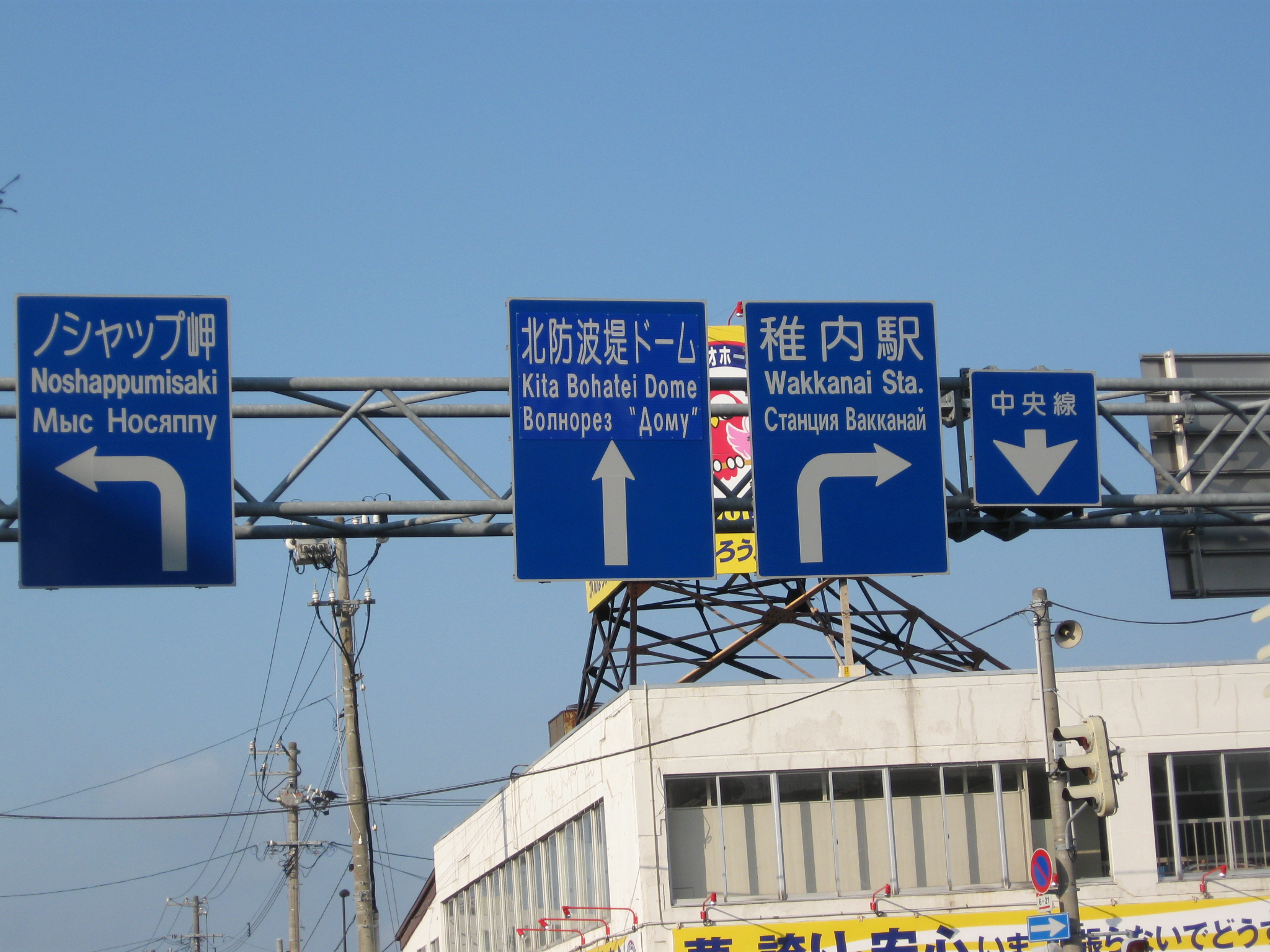
Дорожные указатели в г. Вакканай (Хоккайдо, Япония) на японском, английском и русском языках.

Трёхъязычный знак на пригородной ж.д. станции Тирусулам в г. Ченнаи, Индия: на тамильском, английском и хинди. Почти на всех индийских ж.д. станциях знаки представлены на трёх языках: английском, хинди и местном.

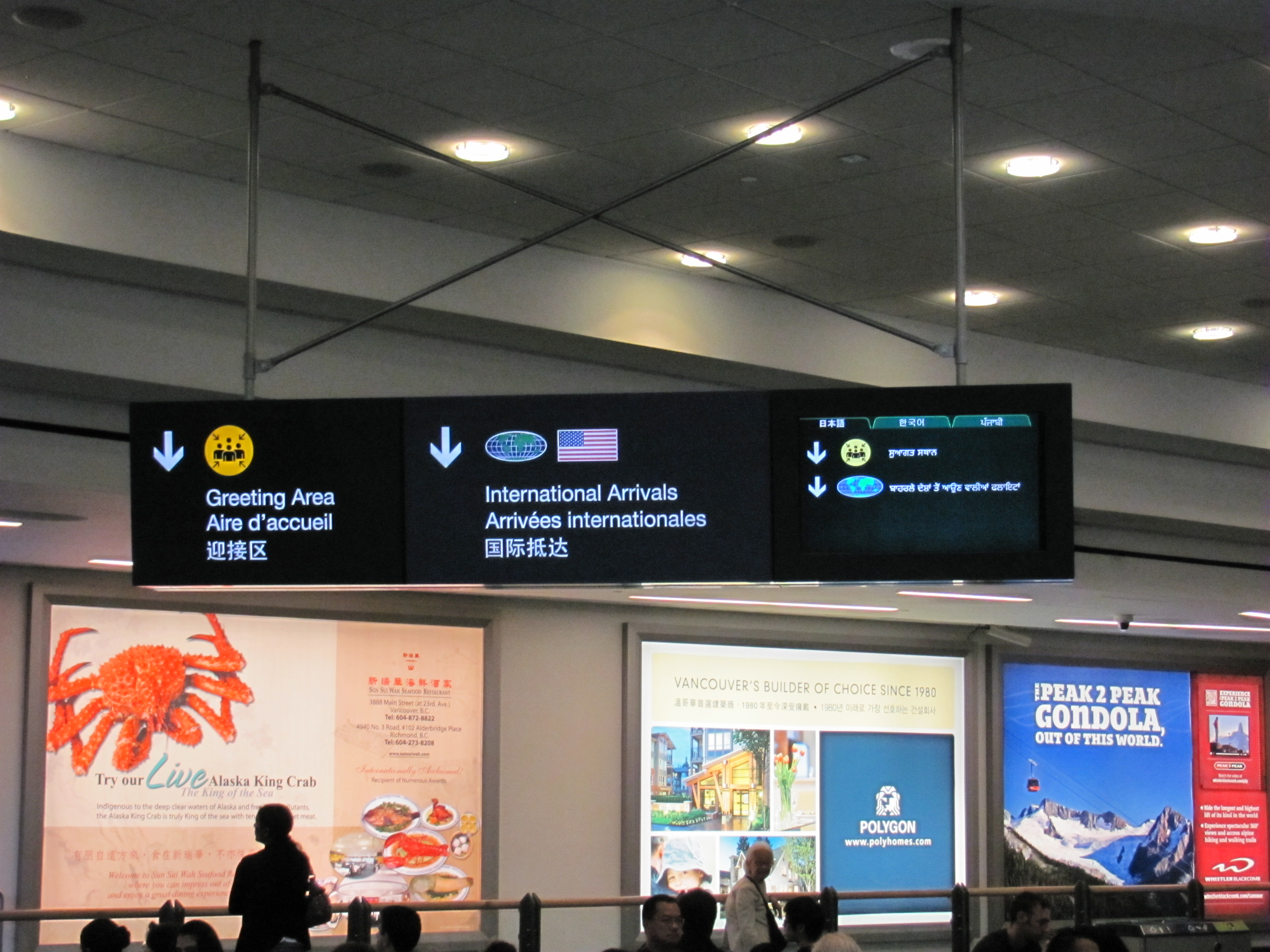
Многоязычный знак в аэропорту Ванкувера: английский и французский (официальные языки Канады),
а также китайский (крупнейшее национальное меньшинство Ванкувера. На панели справа - видеоэкран, посменно отображающий надписи на других языках.

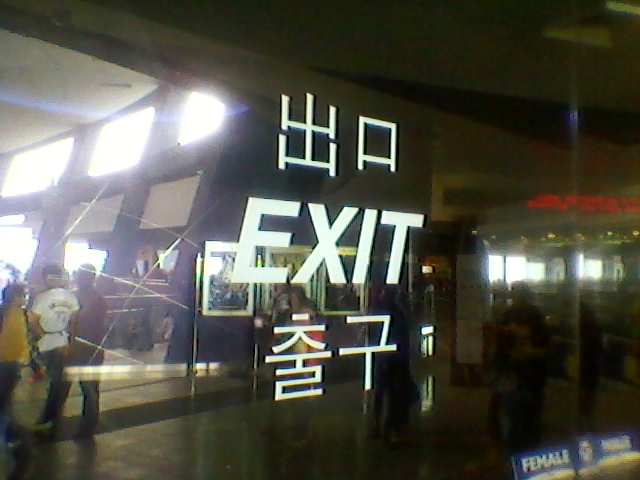
Многоязычный знак на выходе из супермаркета :en:SM Mall of Asia в городе Пасай, Филиппины. Верхняя надпись «выход» может читаться как на японском, так и на китайском («deguchi» или «chūkǒu», соответственно). Далее идут тексты на английском («exit», см. English) и корейском («chulgu»). Хотя английский язык был исторически распространён на Филиппинах с тех времён, когда страна была территорией США, филиппинцы адаптируются к растущему числу мигрантов и туристов.

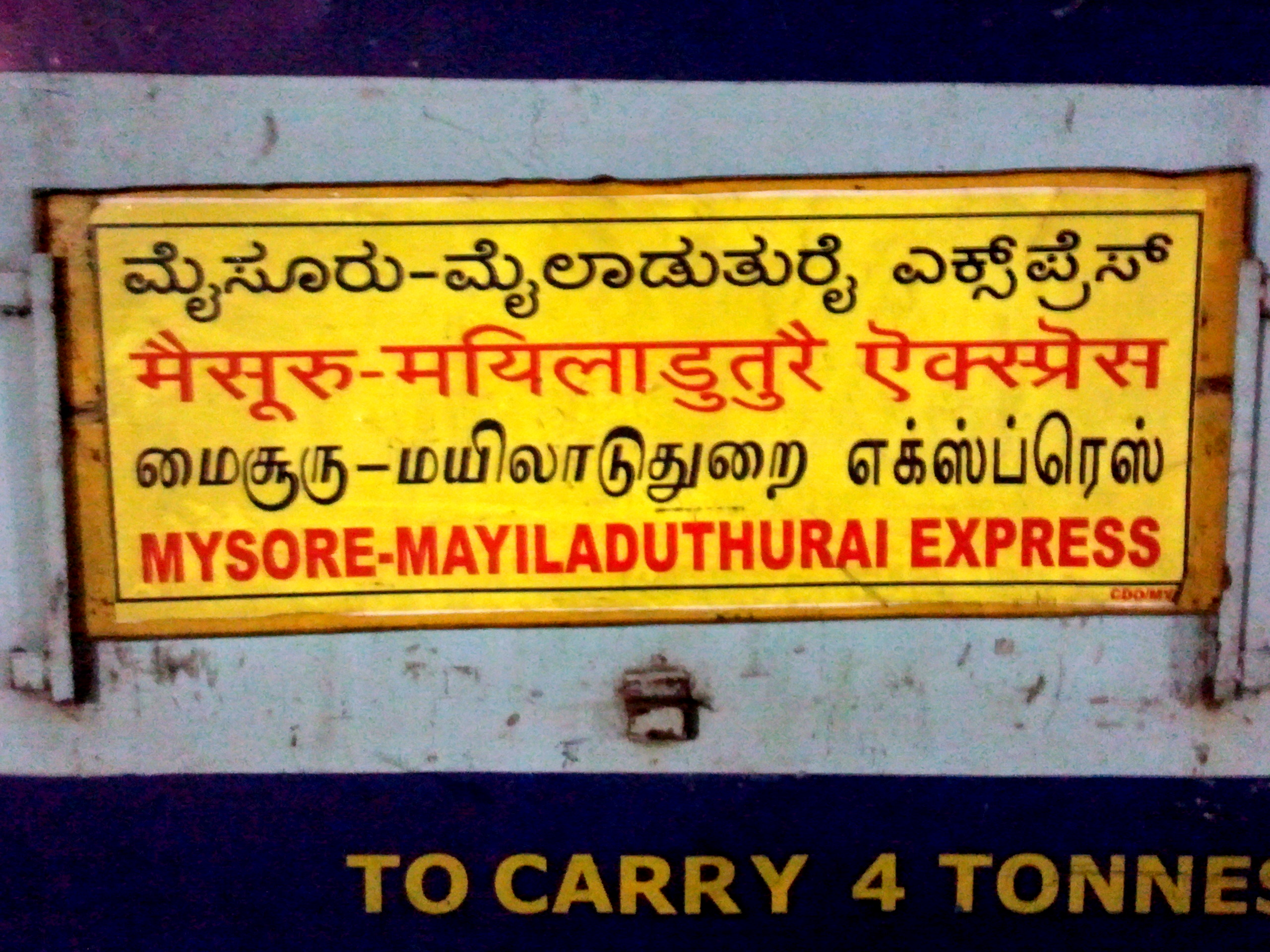
Название поезда в Южной Индии написано на 4 языках: каннада, хинди, тамильском и английском. Такие таблички нередки на поездах, проходящих через несколько штатов с разными официальными языками — с добавлением 2 федеральных языков Индии.

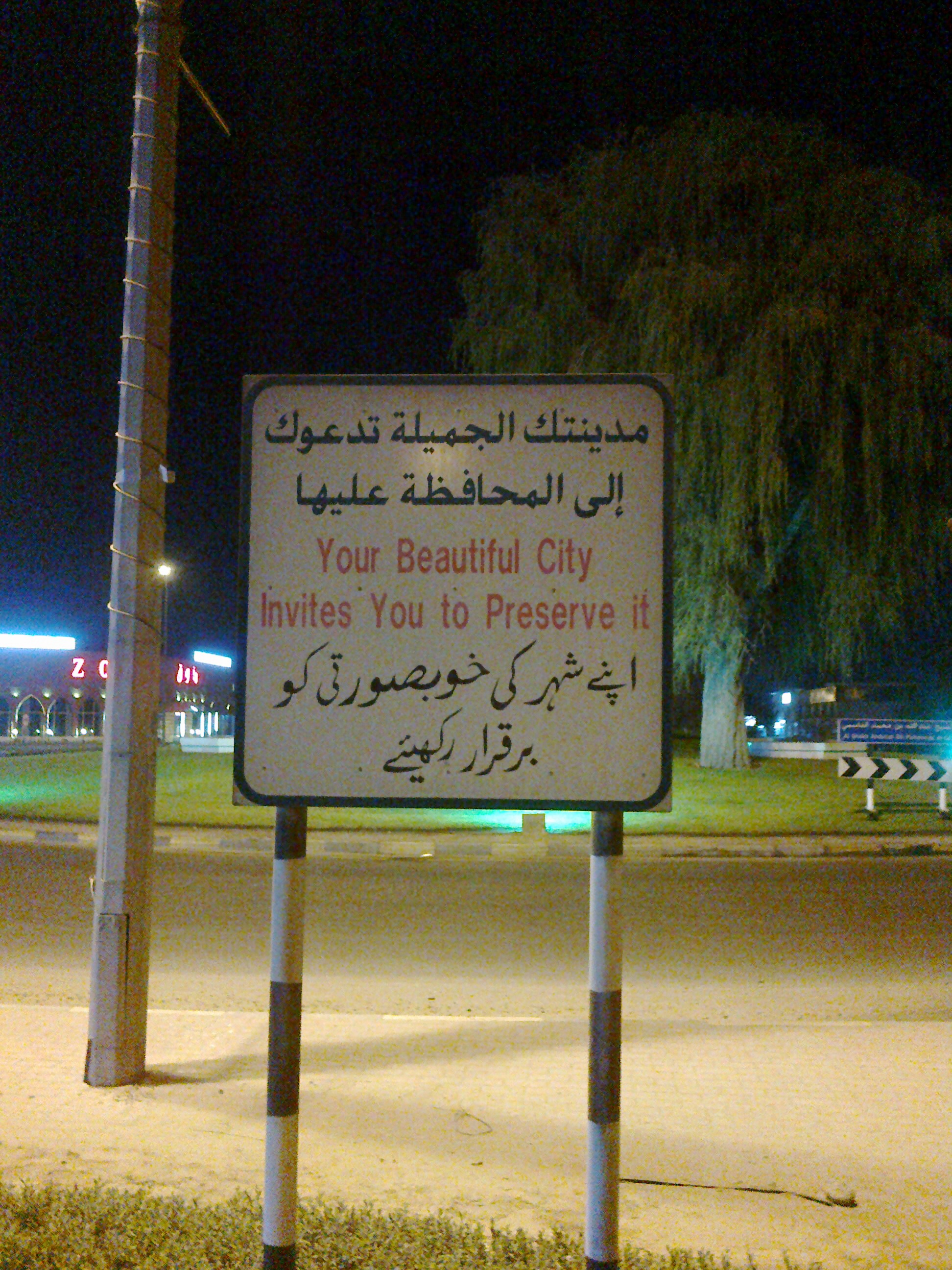
Трёхъязычный знак в ОАЭ: арабский (официальный язык), английский (язык бизнеса) и урду (язык большей части трудовых мигрантов).

Многоязычие является формой языкового контакта, весьма распространённое не только в современном глобализующемся мире, но и в прошлом. В ранние времена, когда большинство людей было членами малых языковых общин, было необходимо знать два языка или больше, для торговли и коммуникации с другими поселениями. Это до сих пор можно увидеть в местах высокого языкового разнообразия, таких как Черная Африка и Индия. Как полагает Эккехард Вольф, около 50 % населения Африки — многоязычно.
В многоязычных сообществах не обязательно, чтобы многоязычными были все члены сообщества. Некоторые государства проводят политику поддержки многоязычия и признают несколько официальных языков — среди них Канада (английский и французский). В ряде государств конкретные языки могут быть привязаны к регионам (как, например, французский в Канаде) или к конкретным народам, проживающим по территории всей страны (как, например, малайский и китайский — в Малайзии и Сингапуре). Если же все говорящие являются многоязычными, лингвисты классифицируют ситуацию в соответствии с функциональным распределением конкретных языков:
- Диглоссия: при наличии структурно-функционального разделения участвующих языков ситуация в обществе характеризуется как «диглоссия». Типичными примерами являются ряд регионов Европейского союза, где региональный язык используется в неформальном, обычно устном, общении, в то время как официальный язык используется в более формальных ситуациях. Хорошо известными примерами являются такие регионы, как Фризия (где неформальный фризский язык сосуществует с официальными немецким на территории Германии или нидерландским на территории Нидерландов), или Лужица (где неформальные лужицкие языки сосуществуют с официальным немецким).

Ряд исследователей ограничивают феномен диглоссии ситуациями, когда языки близко родственны и могут рассматриваться как диалекты друг друга. Такое наблюдается, например, в Шотландии, где в формальных ситуациях используется английский, однако в неформальных ситуациях в ряде регионов предпочитают использовать шотландский язык. Подобный феномен наблюдается в ряде кантонов Швейцарии (стандартный немецкий — швейцарско-немецкий), в большинстве арабоговорящих стран (стандартный арабский — местный диалект). Между указанными двумя языками нередко наблюдаются промежуточные формы, хотя они, как правило, стигматизируются.
- Амбилингвизм (англ. ambilingualism): регион называется амбилингвальным, если указанное функциональное распределение не наблюдается. В типичном амбилингвальном регионе обычно непросто предсказать, какой из языков будет использован в данной конкретной ситуации. Реальный амбилингвизм существует редко. Тенденции к амбилингвизму имеют место в образованных на стыке великих культур маленьких государствах, таких, как Люксембург, который гордится как французским, так и немецким наследием; или таких, как Малайзия и Сингапур, где бок о бок существуют культуры малайцев, китайцев и выходцев из Индии (главным образом тамилов, но не только).

Амбилингвизм может также проявляться в определённых регионах более крупных государств, в которых существуют как доминирующий государственный язык (либо де юре, либо де факто), так и защищённый язык меньшинства, число носителей которого в пределах страны ограничено. Такая тенденция особенно ярко выражена, когда несмотря на широкое использование в быту местного языка, от граждан ожидается владение на высоком уровне некоторым официальным или надрегиональным языком (таков статус английского в франкоязычной канадской провинции Квебек; стандартного немецкого в кантонах Швейцарии, говорящих в быту на швейцарско-немецком; испанского в Каталонии; русского на территории Украины). При таком соотношении языков часто наблюдается ситуация, когда каждый из говорящих общается на том языке, который предпочитает, при этом оба понимают друг друга.
- Бипарт-лингвизм (сепаратное многоязычие): если на какой-либо территории распространены одновременно несколько языков, однако подавляющее большинство людей говорят только на своём языке, но не понимают язык другой общины и мало общаются с ней. Примером являются Балканы (южнославянские народы, албанцы, цыгане, турки, греки).

Вышеприведенные термины относятся к ситуациям взаимодействия двух языков. В случае, когда речь идёт о большем количестве, используются термины полиглоссия, омнилингвизм и мультипарт-лингвизм.

## Многоязычие при общении между носителями разных языков

### Переключение кодов
При общении любых двух людей между ними происходит обмен мнениями и согласование позиций («переговоры»). Если они хотят выразить солидарность и сочувствие, они, как правило, ищут общие характеристики в своём поведении. Если говорящие хотят выразить дистанцию или неприязнь к собеседнику, то работает противоположный принцип — поиск различий. Этот же механизм распространяется и на язык, как предполагается в рамках теории коммуникативной адаптации.
Некоторые люди используют переключение кодов. Этот термин относится к процессу замены одного языка другим (и обратно) в ходе общения. Иногда переключение кодов служит выражением лояльности более чем одной культурной группе (как, в частности, в ряде иммигрантских общин в Новом свете). Также переключение кодов является стратегией общения при недостаточном владении одним или обоими языками (или отдельными лексическими темами данных языков), либо когда словарь одного из языков более приспособлен к выражению мыслей на определённые темы.

### Кальки
Если при общении одна из сторон не готова к переключению кодов, а вторая сторона недостаточно хорошо владеет языком первого из собеседников, в общении часть возникают «кальки», то есть пословный перевод на один язык выражения из другого языка. Примером является, например, французское выражение courrier noir (буквально «чёрная почта») как аналог англ. blackmail, в то время как во французском используется слово chantage.

### Пиджинизация и креолизация
Иногда в результате языкового контакта может возникнуть язык-пиджин. Он представляет собой слияние двух языков, относительно понятное для коммуникаторов. Ряд пиджин-языков со временем превращаются в полноценные языки (такие, как папиаменто на Кюрасао или синглиш в Сингапуре), в то время как остальные продолжают существовать на уровне сленга или жаргона (как, например, хельсинкский жаргон en:Helsinki slang, в котором происходит смешение между финским и шведским языками).
В других случаях длительное взаимодействие языков друг с другом может привести к тому, что рождается новый язык (не обязательно в виде слияния обоих, но чаще всего в результате того, что один из языков становится преобладающим для собеседников, но в то же время деформируется, чтобы облегчить усвоение и понимание). К примеру, по мнению лингвистов, окситанский язык и каталанский язык возникли как отдельные феномены из единого окситано-романского языка в результате раздела территорий, где говорили его носители, на сферы влияния Испании и Франции. Аналогичный феномен произошёл с разделением галисийского и португальского языков, до сих пор взаимопонятных, а также между русинским и украинским языками (русинский, отдельные диалекты которого представляют континуум с украинским, возник на территориях, подконтрольных венграм).
Характерными примерами являются различные еврейские языки, существовавшие исторически (до того, как в Израиле возобладал иврит). К примеру, язык идиш основан на средневерхненемецком, однако содержит значительный пласт слов из иврита и из славянских языков.
Пиджины следует отличать от контактного взаимодействия языков. Так, и портуньол, и папьяменто (пиджин) являются результатом контакта испанского и португальского языков, однако первый существует и продолжает существовать в условиях активного контакта обоих языков, а второй — утратив контакт с португалоязычной средой и при ограниченном контакте с испанским, в окружении официального нидерландского и «туристского» английского.

### Между близкородственными языками
Двуязычное общение может возникать даже без того, чтобы носители переключались на языки друг друга — достаточно, чтобы носители в той или иной степени понимали оба языка (один лучше, другой хуже).

#### Германские языки
Подобный феномен существует, к примеру, в Скандинавии. Шведский и букмол (один из вариантов норвежского языка) взаимно понятны; кроме того, они понятны носителям датского языка. Датский язык, в свою очередь, понятен носителям двух первых скорее в письменном виде, но не всегда понятна устная речь. У носителей перечисленных трёх языков также существуют затруднения в понимании речи носителей нюношка (второй литературный вариант норвежского языка) или диалектов, на которых он основан.
Чаще всего общение происходит так, что каждый из говорящих общается на своём языке (диалекте), при этом между сторонами существует высокая степень понимания. Ситуация не раз обыгрывалась в художественных фильмах, например, «Кухонные байки». Использование говорящими разных языков при общении было предложено называть «неконвергентный дискурс» — термин, который предложил нидерландский лингвист Рейтце Йонкман.
Похожая ситуация существует при общении между носителями нидерландского языка и африкаанс, хотя контакт между ними и редок ввиду значительного расстояния между странами.

#### Романские языки
Аналогичный феномен известен в Аргентине, где официальный испанский сосуществовал с итальянским. Фактически, хотя носителей итальянского было большинство, они говорили на разных диалектах итальянского, в то время как стандартный испанский был понятен всем носителям итальянского. Поэтому билингвизм, когда во многих семьях понимали как испанский, так и определённый диалект итальянского (или несколько диалектов), постепенно сменился полным доминированием испанского.
В Латинской Америке, на границе соприкосновения зон португальского и испанского языков (между Бразилией и соседними странами) используется портуньол — речь, состоящая из смешения испанского и португальского языков.

#### Славянские языки
Другой пример можно наблюдать в бывшей Чехословакии, где длительное время параллельно использовались два близких и взаимопонятных языка — (чешский и словацкий). Большинство чехов и словаков понимают оба языка, при том, что хорошо умеют объясняться только на одном из них. Как в Чехии, так и в Словакии нередки двуязычные интервью на телевидении, а в парламенте бывшей ЧССР оба языка использовались без перевода.
В бывшей Югославии все местные югославянские языки были объявлены равноправными; региональные стандарты Хорватии и Сербии рассматривались как варианты сербохорватского языка: в реальности они не сливались в один язык (этому активно противодействовали академические круги Хорватии), однако говорящие относительно легко понимали друг друга. Однако при общении сербов/хорватов/боснийцев/черногорцев с носителями македонского или словенского языка двуязычие поддерживалось не всегда — обычно стороны переходили на сербский или хорватский.
Носители македонского и болгарского языков легко понимают друг друга в быту, а в Болгарии до 2017 г. македонский официально рассматривался как «диалект болгарского», однако при этом власти и академические круги противодействуют смешению этих двух языков на телевидении, радио и в печати.
Аналогичный билингвизм (русско-украинский) существует уже длительное время на украинском телевидении и радио при официальном монолингвизме.

#### Языки Индии
В Индии существует большое количество близкородственных языков, носители которых легко общаются друг с другом, однако это не приводит к возникновению смешанных языков из-за социальных, классовых и клановых барьеров. В то же время, когда выходцы из Индии оказываются в удалении от своей исторической родины (Фиджи, Суринам и др.), на основе этих близкородственных языков постепенно возникают новые смешанные языки (такие, как фиджийский хинди). Аналогичным образом американский английский язык гораздо более однороден, чем на своей исторической родине Британии, где существует множество диалектов и региональных вариантов, сильно отличающихся друг от друга.

#### Тюркские языки
В бывшей Российской империи, как можно судить по неоднократным упоминаниям в литературе, носители разных тюркских языков часто общались между собой на родных языках (каждый на своём), при этом степень понимания была довольно высокой. В 1920-е гг. чагатайский язык послужил источником новой лексики для вновь создаваемого турецкого литературного языка, приходившего на смену османскому, а эмиссары из Турции, в свою очередь, пытались распространить идеи пантюркизма среди повстанческих движений Средней Азии.
В результате притока новой лексики и массового распространения русского языка после образования СССР подобная ситуация постепенно сошла на нет — в большинстве случаев носители разных тюркских языков используют русский как язык-посредник. Ситуация билингвального общения до сих пор сохраняется в регионах смешанного проживания (Ошский регион — узбекский и киргизский; юг Узбекистана — узбекский и туркменский; и др.)

#### Китайские диалекты
Взаимопонимание между носителями современных китайских диалектов отсутствует, однако все носители, как правило, двуязычны, владея наряду с одним или несколькими диалектами также и официальным путунхуа. В то же время тексты, записанные иероглифами, вплоть до конца 20-го века скрывали междиалектные различия, и это способствовало междиалектному взаимопониманию по крайней мере в письменном виде. В настоящее время даже письменное взаимопонимание между носителями диалектов утрачено ввиду возникновения большого количества фонетических иероглифов, имеющих другое значение или вообще не использующихся в иных диалектах.

## Многоязычие на уровне лингвистики

### Последовательная модель
В рамках этой модели ученики (студенты) получают образование на родном языке до тех пор, пока не достигают некоторого «порога» грамотности. По мнению ряда исследователей, таким базовым уровнем владения родным языком является возраст в 3 года (Kessler, 1984). Дети могут пройти через процесс последовательного усвоения (неродного после родного), если они мигрируют вместе со своими семьями в очень раннем возрасте в страну, где используется другой язык, или если ребёнок говорит на своём родном (неместном) языке только дома, пока не окажется в школе, где преподавание ведётся на другом языке.
Стадии, через которые проходят дети в ходе последовательного усвоения языка, не настолько прямые, как при параллельном усвоении нескольких языков, и могут значительно отличаться у разных детей. Последовательное усвоение является более сложным и длительным процессом, хотя нет указаний на то, что дети, не имеющие задержек в языковом развитии, будут владеть языком хуже, чем те, которые усваивали языки параллельно, если они получали адекватный приток информации на обоих языках.

### Двуязычная модель
В этой модели одновременно преподаются родной язык и язык общины, в которой находится ребёнок. Преимуществом является грамотное владение обоими языками. При этом учитель должен одинаково хорошо владеть обоими языками и методиками преподавания 2-го языка, что труднодостижимо на практике при недостаточном финансировании или нехватке кадров. Такая модель осуществляется, например, в Канаде в рамках системы французского погружения, в ряде школ Словении, где параллельно идёт преподавание на словенском и одном из двух языков меньшинств — венгерском или итальянском, и др.

### Координированная модель
Согласно этой модели, тратится равное время на преподавание родного языка и языка местной общины. В то же время, если при преподавании родного языка упор делается на базовой грамотности, преподавание языка общины делает упор на слушании и говорении (продвинутых языковых навыках). Результатом обычно является более активное владение языком общины и постепенный, иногда в течение поколений, уход родного языка в пассив. Такой подход часто применяется крупными государствами в иноязычных анклавах или в автономиях, где быстрая ассимиляция местного населения невозможна по политическим или другим причинам. В частности, такой подход применялся в бывшем СССР или в этнических субъектах Российской Федерации; в венгроязычных регионах Румынии; и т. д.

## Многоязычие в компьютерном деле

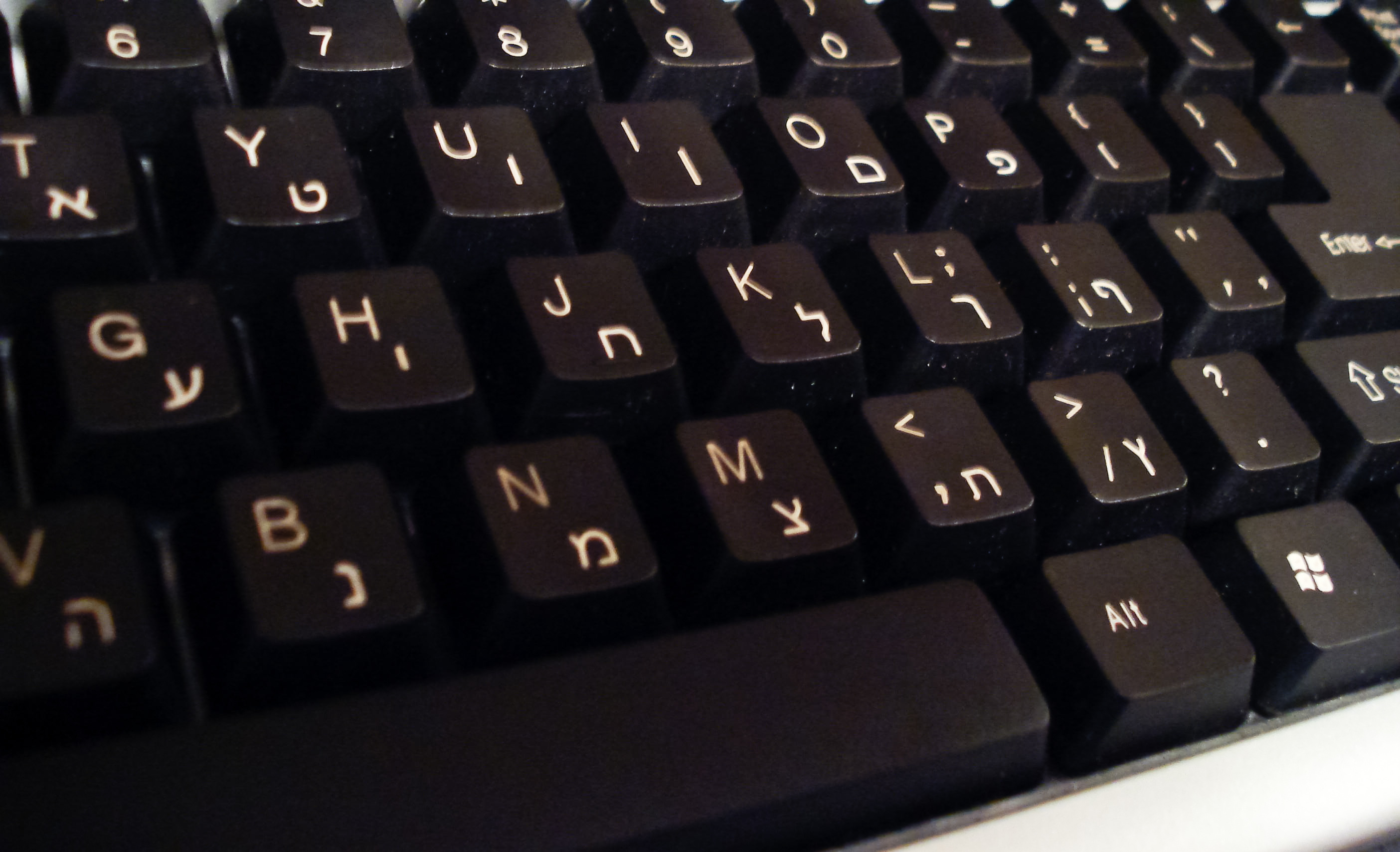
Двуязычная клавиатура: иврит и английский.

В компьютерных технологиях часто используется термин «m17n» (где «17» означает 17 пропущенных букв в слове Multilingualisation). В этой сфере многоязычие рассматривается как составная часть континуума между интернационализацией и локализацией, причём возможны следующие варианты:
- Локализованная система адаптирована или преобразована для конкретной локали (отличной от той, для которой была изначально разработана), включая язык пользовательского интерфейса, ввода и отображения, а также такие функции, как отображение времени / даты и валюта; но каждый экземпляр системы поддерживает только одну локаль.
- Многоязычное программное обеспечение поддерживает одновременно ряд языков отображения и вводов информации, но, как правило, имеет интерфейс на одном языке (который можно переключить на другой, но не использовать оба одновременно). Поддержка других локальных особенностей (время, дата, форматы чисел и валюты) могут различаться по мере того, насколько данная система имеет тенденцию к интернационализации. В целом, многоязычная система имеет тенденцию использовать конкретную локальную настройку по умолчанию, а поддержку других языков — в многоязычном контексте.
- Интернационализированная система настроена для использования в различных локалях, позволяя сосуществовать нескольким языкам и наборам символов в пользовательских интерфейсах и дисплеях. Система не может считаться интернационализированной в полном смысле слова, если язык интерфейса не может быть выбран пользователем во время выполнения.

Перевод пользовательского интерфейса обычно является частью процесса локализации программного обеспечения, что также включает адаптацию реалий (единиц измерения, преобразования дат и др.). Многие программные приложения доступны на нескольких языках, от небольшого набора (наиболее часто используемых языков) до нескольких десятков для наиболее популярных приложений (таких, как офисные пакеты, браузеры и др.). Из-за особого статуса английского языка в ИТ, он почти всегда используется при разработке программного обеспечения, поэтому почти все коммерческое программное обеспечение изначально доступно на английском языке, а многоязычные версии, если таковые имеются, могут быть изготовлены в качестве альтернативных вариантов на основе оригинала на английском языке.

## Многоязычие на рабочем месте
Глобализация привела к созданию связей и возможности быстрого контакта даже между теми странами мира, которые географически удалены друг от друга. В результате всё больше компаний торгуют с зарубежными партнёрами, где вовсе не обязательно говорят на том же языке. Английский стал важным рабочим языком не только для международных и многонациональных компаний, но в ряде случаев и для малых компаний (особенно связанных с высокотехнологичными разработками).

### Многоязычие в англоговорящих странах
Согласно Хьюитту (Hewitt, 2008) предприниматели в Лондоне из Польши, Китая или Иракского Курдистана используют английский язык в основном для общения с клиентами, поставщиками и банками, однако продолжают использовать другие языки для общения с коллегами и в своей социальной среде.
Даже в англоязычных странах иммигранты всё ещё используют свой родной язык на рабочем месте, встречая там других иммигрантов из тех же мест, либо клиентов соответствующего происхождения. Ковач (Kovacs, 2004) приводит пример финских иммигрантов в строительной промышленности в Австралии, говорящих по-фински в рабочее время.
Тем не менее, несмотря на использование иностранных языков на рабочем месте, знание английского является обязательным для эффективной работы. Без его знания иммигранты могут рассчитывать разве что на малооплачиваемую работу (англ. survival job, «работа, чтобы выжить»).

### Многоязычие в Азии, Южной Америке и Африке
Распространяя свои продукты и продажи, а также ища клиентов, партнёров и поставщиков на международном рынке, компании уделяют всё больше внимания уровню владения английским (и в меньшей степени — другими международными языками) у своих работников. К примеру, в Южной Корее с 1990-х гг. в компания проводятся тесты различного уровня на владение английским, чтобы оценить заявителей на открытые позиции, и критерии этих тестов постоянно повышаются. В Индии даже проводятся тренинги на приобретение «правильного акцента» в английском языке ввиду наличия большого количества центров поддержки клиентов, для оказания услуг компаниям за рубежом. Как показывают исследования, в настоящее время основной проблемой таких колл-центров является не столько владение английским, который довольно правилен, сколько иная деловая культура, приводящая подчас к непониманию или неправильной реакции на запрос клиента.
Владение английским является важным фактором не только в международных компаниях, но и в целом в технологической отрасли — например, в химической, электрической, авиационной промышленности. Исследование, которые провели Хилл и Ван Зейл (Hill and van Zyl, 2002) показало, что в ЮАР молодые чернокожие инженеры для общения и документации чаще всего использовали английский язык; в то же время, они использовали африкаанс и местные «чёрные» языки (зулу, коса и др.) для общения с партнёрами в стране или для передачи рабочим указаний.

### Многоязычие в Европе
В Европе, ввиду относительно узкого внутреннего рынка, широко развита международная торговля. Тем не менее, общеевропейский язык отсутствует. Региональными языками являются английский (Великобритания, Ирландия, Гибралтар, Мальта — второй язык), французский (Франция — единственный, Бельгия, Люксембург, Швейцария — один из официальных). Английский чаще всего используется в торговле между странами Европы, однако в странах с несколькими официальными языками люди нередко владеют одновременно двумя или тремя. Некоторые языки настолько похожи друг на друга (норвежский, шведский и датский; хорватский, сербский, черногорский и боснийский), что их носители при встрече общаются скорее на этих языках (каждый на своём), чем на английском или другом языке-посреднике.

## Многоязычие в музыке и поэзии
В современной музыке широко распространено явление языкового смешения, а ещё чаще — написания песен на языке, неродном для исполнителей, но являющемся современным лингва франка. Среди современных мелодий наиболее распространённым языком песен является английский — в том числе для исполнителей из стран, где этот язык не имеет никакого официального статуса. Именно на английском представляется большинство (хотя и не все) песен на конкурсе Евровидение.
Песни (стихи) со смешением разных языков известны под названием макароническая поэзия. К примеру, выпущенный в 2011 г. музыкальный альбом «Тройка» Юлии Коган включает положенные на музыку русские поэтические произведения вместе с их английскими переводами авторства И. Бродского и В. Набокова.

### Общие проблемы многоязычия
- Культурное разнообразие
- Переключение кодов
- Список официально многоязычных стран и регионов
- Монолингвизм
- Плюрилингвизм[англ.]
- Трансязычие[англ.]

### Локальная политика и предложения
- Европейский комиссар по многоязычию[англ.]
- Движение English-only
- Языковое законодательство Бельгии[англ.]
- Испанский язык в США
- Языки Афганистана
- Языки Канады
- Языки Финляндии
- Языки Европейского союза
- Языки ЮАР
- Языки Кении
- Языки Люксембурга
- Официальное двуязычие в Канаде[англ.]

### Педагогика
- Лингводидактика

### Прочее
- Лингвистический ландшафт
- Двуязычные имена[англ.]
- Двуязычные указатели
- Экономика языка
- Методики изучения языка
- Премия Linguapax[англ.]
- Список художественных произведений, известных в английском языке под неанглийскими названиями[англ.]
- Многоязычная библиотека в Осло[англ.]